# Atletismo nos Jogos Pan-Americanos de 1983 - Lançamento de disco masculino
A prova do lançamento de disco masculino nos Jogos Pan-Americanos de 1983 foi realizada em Havana, Cuba.

## Medalhistas
| Ouro                        | Prata                   | Bronze                 |
| Luis Mariano Delis CUB Cuba | Brad Cooper BAH Bahamas | Juan Martínez CUB Cuba |

## Resultados
| Posição           | Nome               | Nacionalidade            | Marca | Notas |
| ----------------- | ------------------ | ------------------------ | ----- | ----- |
| Medalha de ouro   | Luis Mariano Delis | CUB Cuba                 | 67.32 |       |
| Medalha de prata  | Brad Cooper        | BAH Bahamas              | 62.38 |       |
| Medalha de bronze | Juan Martínez      | CUB Cuba                 | 62.04 |       |
| 4                 | Gilberto Martínez  | DOM República Dominicana | 50.86 |       |
| 5                 | Luis Palacios      | VEN Venezuela            | 49.14 |       |
| 6                 | Wilfredo Jaimes    | VEN Venezuela            | 48.14 |       |
| 7                 | Hubert Maingot     | TRI Trinidad e Tobago    | 46.10 |       |